# Al-Suqaylabiyah (stad)
Al-Suqaylabiyah (Arabisch: السقيلبيه) is een stad in Syrië gevestigd in het Hama gouvernement. Het heeft een hoogte van 220 meter en had 17,313 inwoners in 2008.